# Mezőhegyes politikai élete
Mezőhegyes város Békés megyében, a Mezőkovácsházai járásban. 1872-ben községi, 1971-ben nagyközségi rangot kapott, majd 1989. március 1-jén várossá nyilvánították.

## Az önkormányzati választások eredményei

### 2014
A 2014-es mezőhegyesi önkormányzati választás eredménye:
| Polgármesterjelöltek | jelölő szervezet | szavazatok száma | százalék |
| -------------------- | ---------------- | ---------------- | -------- |
| Mitykó Zsolt         | független        | 999              | 50,74%   |
| Tarkó Gábor          | Fidesz-KDNP      | 970              | 49,26%   |

Alpolgármester: Rajos István (független)
|  | független képviselők | 6 |  |  |  |  |  |  |
|  | Fidesz-KDNP          | 2 |  |  |  |  |  |  |

| Képviselőjelöltek           | jelölő szervezet  | szavazatok száma | eredmény      |
| --------------------------- | ----------------- | ---------------- | ------------- |
| Jeszenka Zoltán             | független         | 1181             | bejutott      |
| Magyar Tibor                | független         | 1125             | bejutott      |
| Krcsméri Tibor              | független         | 1040             | bejutott      |
| Uj Zoltán                   | független         | 967              | bejutott      |
| Rajos István                | független         | 932              | bejutott      |
| Zsóriné Kovács Márta Margit | Fidesz-KDNP       | 796              | bejutott      |
| Deli Zoltán                 | Fidesz-KDNP       | 759              | bejutott      |
| Kerekes György              | független         | 759              | bejutott      |
| Sovák Péter                 | Fidesz-KDNP       | 640              | nem jutott be |
| Kerekes Vivien              | Fidesz-KDNP       | 637              | nem jutott be |
| Dr. Guti Pál                | Fidesz-KDNP       | 627              | nem jutott be |
| Dér Vilmos Tibor            | független         | 624              | nem jutott be |
| Bere János                  | Fidesz-KDNP       | 595              | nem jutott be |
| Molnár-Bakai Dóra           | Fidesz-KDNP       | 593              | nem jutott be |
| Kovács István               | Együtt-PM-DK-MSZP | 585              | nem jutott be |
| Kövesdi Sándorné            | független         | 452              | nem jutott be |
| Szalai András               | független         | 347              | nem jutott be |

## Mezőhegyes országgyűlési képviselői (1990-től)
|  | Jelölő szervezet(ek)                                          | Név             | Hivatali idő |
|  | ------------------------------------------------------------- | --------------- | ------------ |
|  | Magyar Demokrata Fórum                                        | Remport Katalin | 1990-1994    |
|  | Magyar Szocialista Párt                                       | Tóth Sándor     | 1994-2002    |
|  | Magyar Szocialista Párt                                       | Karsai József   | 2002-2010    |
|  | Fidesz – Magyar Polgári Szövetség Kereszténydemokrata Néppárt | Simonka György  | 2010-        |

## Politikai élet a 2014–2019-es önkormányzati ciklusban
A 2014-es választásokon a független Mitykó Zsolt 999 szavazatot kapott, míg a Fidesz-KDNP jelöltje, Tarkó Gábor 970-et, így Mitykó Zsolt lett a város polgármestere. A képviselő-testületbe két Fidesz-KDNP-s és hat független jelölt jutott be. A 9 tagból így 7 független, 2 pedig Fidesz-KDNP-s lett. Közöttük jobb – és baloldali érzelműek egyaránt vannak.
A 2014-es választásokon 7 Fidesz-KDNP-s, 1 Együtt-PM-DK-MSZP-s és 9 független jelölt, összesen 17 jelölt indult.

### A képviselő-testület
| Képviselő-testületi tag neve | Pártállása  | Tisztségei |
| ---------------------------- | ----------- | --- |
| Mitykó Zsolt                 | Független   | Polgármester |
| Rajos István                 | Független   | Képviselő, alpolgármester |
| Zsóriné Kovács Márta         | Fidesz-KDNP | Képviselő, Pénzügyi, Településfejlesztési és Turisztikai Bizottság elnöke                                                                                |
| Deli Zoltán                  | Fidesz-KDNP | Képviselő, Szociális és Egészségügyi Bizottság képviselő tagja, Pénzügyi, Településfejlesztési és Turisztikai Bizottság képviselő tagja                  |
| Jeszenka Zoltán              | Független   | Képviselő, Szociális és Egészségügyi Bizottság képviselő tagja, Ügyrendi, Oktatási, Közművelődési és Sport Bizottság képviselő tagja                     |
| Kerekes György               | Független   | Képviselő, Pénzügyi, Településfejlesztési és Turisztikai Bizottság képviselő tagja                                                                       |
| Krcsméri Tibor               | Független   | Képviselő, Ügyrendi, Oktatási, Közművelődési és Sport Bizottság elnöke                                                                                   |
| Magyar Tibor                 | Független   | Képviselő, Szociális és Egészségügyi Bizottság elnöke |
| Uj Zoltán                    | Független   | Képviselő, Ügyrendi, Oktatási, Közművelődési és Sport Bizottság képviselő tagja, Pénzügyi, Településfejlesztési és Turisztikai Bizottság képviselő tagja |

### Pénzügyi, Településfejlesztési és Turisztikai Bizottság
| Tisztsége(i)        | Neve(i)                                            |
| ------------------- | -------------------------------------------------- |
| Elnök               | Zsóriné Kovács Márta                               |
| Képviselő tagok     | Deli Zoltán, Kerekes György, Uj Zoltán             |
| Nem képviselő tagok | Faragó Péterné, Kerekes Vivien Csilla, Sovák Péter |

### Szociális és Egészségügyi Bizottság
| Tisztsége(i)        | Neve(i)                                       |
| ------------------- | --------------------------------------------- |
| Elnök               | Magyar Tibor                                  |
| Képviselő tagok     | Deli Zoltán, Jeszenka Zoltán                  |
| Nem képviselő tagok | Kocsárdiné Járási Erika, Verikné Frankó Ilona |

### Ügyrendi, Oktatási, Közművelődési és Sport Bizottság
| Tisztsége(i)        | Neve(i)                         |
| ------------------- | ------------------------------- |
| Elnök               | Krcsméri Tibor                  |
| Képviselő tagok     | Jeszenka Zoltán, Uj Zoltán      |
| Nem képviselő tagok | Demény Lajosné, Maczák Andrásné |

## 2011-2014 között
A 2011. június 24-én megtartott időközi választások eredménye:
| Polgármesterjelöltek         | jelölő szervezet             | szavazatok száma | százalék |
| ---------------------------- | ---------------------------- | ---------------- | -------- |
| Kovácsné Dr. Faltin Erzsébet | független                    | 838              | 59%      |
| Tarkó Gábor                  | független (Fidesz támogatás) | 579              | 41%      |

| Képviselőjelöltek    | jelölő szervezet | szavazatok száma | eredmény      |
| -------------------- | ---------------- | ---------------- | ------------- |
| Mitykó Zsolt         | független        | 879              | bejutott      |
| Krcsméri Tibor       | független        | 859              | bejutott      |
| Veres Zoltán         | független        | 852              | bejutott      |
| Jeszenka Zoltán      | független        | 841              | bejutott      |
| Magyar Tibor         | független        | 721              | bejutott      |
| Rajos István         | független        | 590              | bejutott      |
| Csomós Zsuzsanna     | MSZP             | 522              | bejutott      |
| Tarkó Gábor          | független        | 501              | bejutott      |
| Zsóriné Kovács Márta | Fidesz           | 451              | nem jutott be |
| Kerekes György       | független        | 447              | nem jutott be |
| Turcsán István       | Fidesz           | 387              | nem jutott be |
| Uj Zoltán            | független        | 360              | nem jutott be |
| Venyercsan Csaba     | független        | 357              | nem jutott be |
| Kovács István        | független        | 347              | nem jutott be |
| Sovák Péterné        | Fidesz           | 323              | nem jutott be |
| Fiala Gyöngyi        | független        | 294              | nem jutott be |
| dr. Sás Menyhértné   | független        | 191              | nem jutott be |
| Szilágyi Gábor       | független        | 133              | nem jutott be |

Csomós Zsuzsanna (MSZP) a polgármester asszonnyal való összeférhetetlenségre hivatkozva 2013 augusztusában lemondott képviselői megbízásáról, így Zsóriné Kovács Márta (Fidesz) a képviselő-testület tagja lett.

## 2010-2011 között
A 2010-es mezőhegyesi önkormányzati választás eredménye:
| Polgármesterjelöltek         | jelölő szervezet | szavazatok száma | százalék |
| ---------------------------- | ---------------- | ---------------- | -------- |
| Kovácsné Dr. Faltin Erzsébet | független        | 560              | 28,14%   |
| Krucsóné Gergely Erzsébet    | Fidesz           | 547              | 27,49%   |
| Sebők Antal                  | független        | 397              | 19,95%   |
| Uj Zoltán                    | független        | 286              | 14,37%   |
| Dr. Kerekes György           | független        | 200              | 10,05%   |

A képviselő-testület 2011. május 4-én feloszlatta magát Kovácsné dr. Faltin Erzsébet polgármester asszony kezdeményezésére, mert heves viták alakultak ki a Centrál épületének felújítása és egy önkormányzati kft. létrehozásának ügyében. Ezt követően egy képviselő indítványozta, hogy Kovácsné mondjon le. Végül hat képviselő és a polgármester az önfeloszlatás mellett voksolt. A név szerinti szavazáson Sovák Péterné tartózkodott, Krucsóné Gergely Erzsébet nemmel szavazott (mindketten a Fidesz képviselői).
Az időközi választásra július 24-én került sor.

## 2006-2010 között
A 2006-os mezőhegyesi önkormányzati választás eredménye:
| Polgármesterjelöltek      | jelölő szervezet           | szavazatok száma | százalék |
| ------------------------- | -------------------------- | ---------------- | -------- |
| Csanádi István            | független (MSZP támogatás) | 811              | 39,25%   |
| Sebők Antal               | független                  | 694              | 33,59%   |
| Krucsóné Gergely Erzsébet | Fidesz                     | 331              | 16,02%   |
| Dr. Sás Menyhértné        | független                  | 100              | 4,84%    |
| Pasekné Bányai Ilona      | független                  | 74               | 3,58%    |
| Szalai András             | független                  | 56               | 2,71%    |

## 2002-2006 között
A 2002-es mezőhegyesi önkormányzati választás eredménye:
| Polgármesterjelöltek | jelölő szervezet            | szavazatok száma | százalék |
| -------------------- | --------------------------- | ---------------- | -------- |
| Sebők Antal          | független                   | 1 274            | 49,53%   |
| Csanádi István       | független                   | 873              | 33,94%   |
| Agonás János         | független                   | 242              | 9,45%    |
| Krcsméri Tibor       | Fidesz-MDF-MKDSZ-Gazdakörök | 182              | 7,08%    |

## 1998-2002 között
Az 1998-as mezőhegyesi önkormányzati választás eredménye:
| Polgármesterjelöltek | jelölő szervezet             | szavazatok száma | százalék |
| -------------------- | ---------------------------- | ---------------- | -------- |
| Kassai Béla          | független (MSZP támogatás)   | 997              | 46,92%   |
| Ifj. Sebők Antal     | független                    | 836              | 39,34%   |
| Venyercsan Csaba     | Fidesz – Magyar Polgári Párt | 292              | 13,74%   |